# Integralność danych
Integralność danych, także spójność (ang. data integrity) – własność danych wykluczająca wprowadzenie do nich zmian w nieautoryzowany sposób.
W technice informatycznej i telekomunikacyjnej ochrona integralności zapobiega przypadkowemu zniekształceniu danych podczas odczytu, zapisu, transmisji lub magazynowania. Wykorzystuje się tutaj sumy kontrolne (takie jak CRC) służące do detekcji błędów i kody korekcyjne do poprawy wykrytych błędów.
W bezpieczeństwie teleinformatycznym ochrona integralności zapobiega celowej modyfikacji danych dokonanej z użyciem zaawansowanych technik mających na celu ukrycie faktu dokonania zmiany. Wykorzystuje się tutaj techniki kryptograficzne takie jak kody MAC odporne na celowe manipulacje.
W odniesieniu do relacyjnych baz danych integralność definiowana jest jako połączenie trzech koncepcji: dokładność (ang. accuracy), prawdziwość (ang. correctness) oraz aktualność (ang. validity).